# パヴェウ・ストシェレツキ

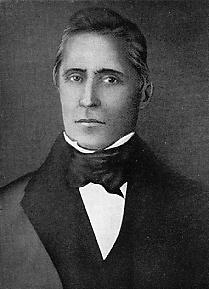
パヴェウ・エドムント・ストシェレツキ

サー・パヴェウ・エドムント・ストシェレツキ（Sir Paweł Edmund Strzelecki KCMG CB FRS FRGS  (ポーランド語発音: [ˈpavɛw ˈɛdmunt stʂɛˈlɛt͡skʲi]、1797年6月24日 - 1873年10月6日）、別名ポール・エドマンド・ド・ストルゼレッキ (Paul Edmund de Strzelecki) は、ポーランドの探検家、地質学者で、1845年にイギリス国籍を取得した。姓はストルゼレスキ、ストルゼレツキ、ストレゼレッキなどとも表記される。

## 生い立ち
ストシェレツキは、1797年に、当時南プロイセンと称されていた、現在のヴィエルコポルスカ県ポズナンのノヴェ・ミャスト（「ニュータウン」の意）の一部に位置するグウシナで、ポーランドの貴族（シュラフタ）で地主であった父フランチシェク・ストシェレツキ  (Franciszek Strzelecki) と、その妻アンナ・ラチンスカ (Anna Raczyńska) の間の第三子として生まれた。オーストラリアでは、ストシェレツキは「カウント (Count)」（「伯爵」の意）と通称されたが、本人がそのように呼ばれることを是としたとも、自ら名乗ったとも、証明する材料はない。
ストシェレツキは、短期間だったが、プロイセン王国の陸軍で第6テューリンゲン連隊ウーラン（ポーランド軽騎兵）として軍務に就いたが、当時この連隊にはポーランド人が多く、ポーランド連隊と称されるほどであった。しかし、プロシア人の指揮官はストシェレツキの性格を容認しなかったので、ストシェレツキは除隊を申し出て、帰郷した。一説には、彼が連隊を除隊となっているにもかかわらず、連隊の公式の記録にはストシェレツキの名がいっさい現れないともいわれている。その後、程なくして、彼は地元の別の貴族の家に家庭教師として雇われた。彼は、その教え子であった15歳の生徒アディナ・トゥルノ (Adyna Turno) に恋をしてしまうが、父親に求婚者として拒まれた。
1834年6月8日、ストシェレツキはリヴァプールからニューヨークへと出帆した。その後、北アメリカ、南アメリカ、キューバ、タヒチ島などを広く旅行し、ニュージーランドにも、おそらくは1839年はじめに到着した

## オーストラリア

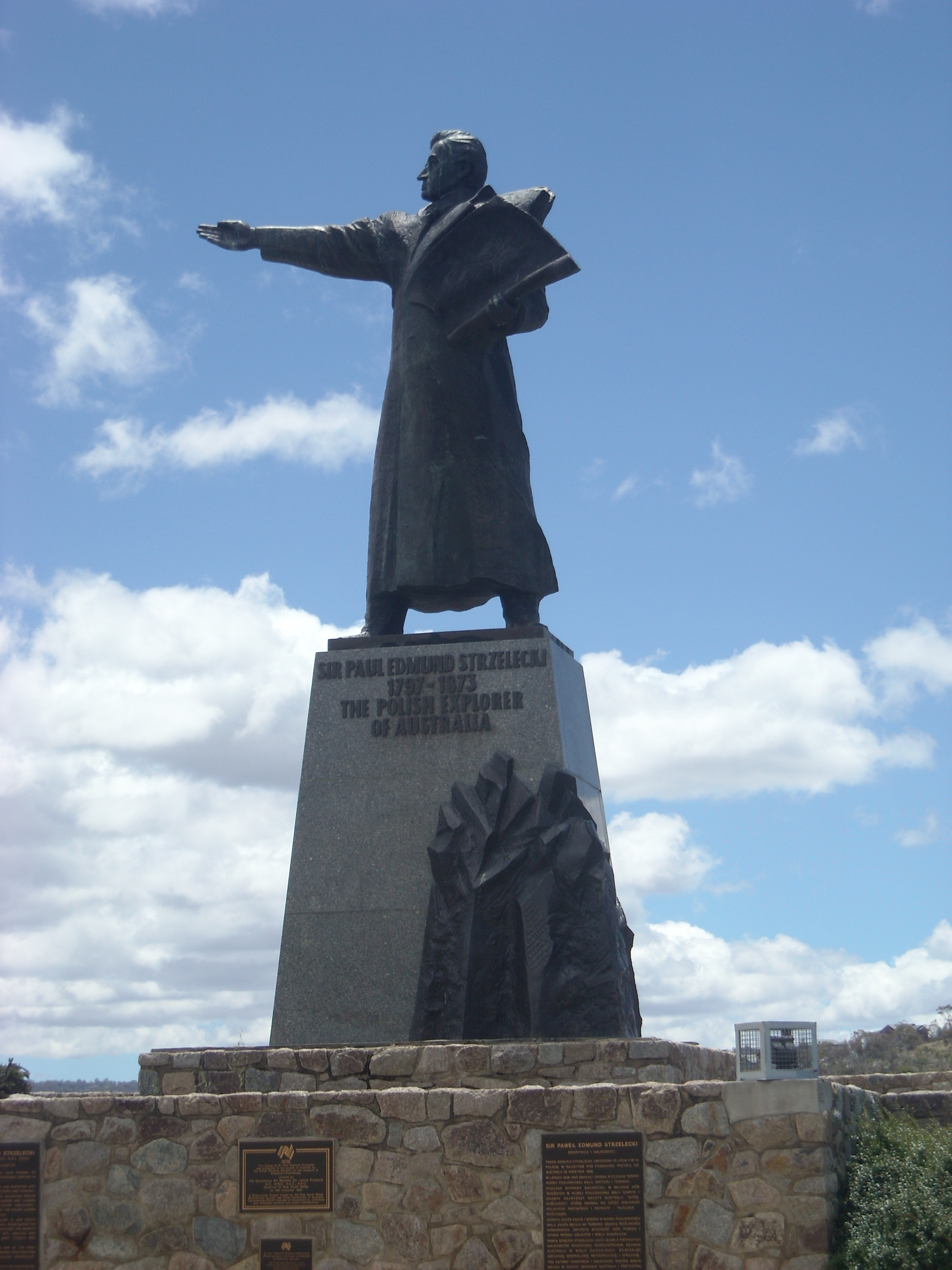
ジンダバインにあるストシェレツキの立像。

1839年4月25日、ストシェレツキはシドニーに到着した。彼はニューサウスウェールズ植民地総督だったサー・ジョージ・ギプスの求めに応じ、ギプスランド地域（今日のビクトリア州東部）の地質学、鉱物学調査を行なうこととなり、そこで数多くの発見をした。1839年には、金も発見したが、ギプスは金発見という事実が植民地に及ぼす影響をおそれ、ストシェレツキを説得してこの発見を秘密にさせた。
1839年の遅い時期には、オーストラリアアルプス山脈の探険に出向き、スノーウィー山脈の踏査を、ジェイムズ・マッカーサー (James Macarthur) とジェイムズ・ライリー (James Riley)、および、アボリジニのガイドであるチャールズ・タラ (Charlie Tarra) とジャッキー (Jackey) のふたりとともに行った。1840年には、オーストラリア大陸最高峰に登頂し、ポーランドの英雄のひとりでアメリカ独立戦争の英雄でもあったタデウシュ・コシチュシュコを讃えて、コジオスコ山と命名した。ニューサウスウェールズの地図ではそのようなことは起こらなかったが、ビクトリア植民地の地図では、コジオスコ山の名が誤って隣の峰、後のタウンゼント山の位置に書き込まれたことがあり、その後、様々な混同が生じることとなり、近年でも、山々の名称の変遷をめぐる不正確な情報が流布する一因となっている。
ストシェレツキはここから、ギプスランドを通って旅を続けた。ラトローブ川を過ぎた時点で、馬と、それまでに収集してきたすべての標本類を放棄して、ウェスタン・ポートへの到達を試みる必要があることが明らかになった。一行は22日間にわたって、飢餓の危機に瀕しながら、もっぱらガイドのチャーリーの狩猟に関する知識と技術に頼る形で、彼が捕獲した野生動物を食べて命を繋いだ。一行は、披露困憊の態で、ウェスト・ポートに1840年5月12日に到達し、5月28日には、メルボルンに到着した。
1840年から1842年にかけて、当時ヴァン・ディーメンズ・ランドと称されていたタスマニア島のローンセストンに拠点を置き、ストシェレツキは、通常は徒歩により、3人の従者と荷運びの馬2頭を連れて、この島のほとんどの部分を探険した。タスマニア植民地の副総督 (Lieutenant-Governor)サー・ジョン・フランクリンとその妻レディ・ジェーンは、ストシェレツキの科学的な取り組みに対してあらゆる援助を惜しまなかった。
ストシェレツキは、1842年9月29日にタスマニアを汽船で離れ、10月2日にシドニーに到着した。同年末には、ニューサウスウェールズ北部で標本採集に従事し、1843年4月22日にシドニーを出発して、ニューサウスウェールズ、ビクトリア、タスマニアまで、11,000キロメートル (7,000マイル)を縦断しながら、行程の沿道において地質調査を行った。その後、中国、東インド諸島、エジプトを回ってから、イングランドに戻った。1845年、『Physical Description of New South Wales and Van Diemen's Land』（「ニューサウスウェールズおよびヴァン・ディーメンズ・ランドの物理的（地形的）描写」の意）を出版し、1846年5月には、王立地理学会 (RGS) から金メダル（創立者メダル）を授与された。
1845年、ストシェレツキは、イギリスに帰化した。

## ヨーロッパ
アイルランドのジャガイモ飢饉が深刻化しつつあった1846年末にかけて、イギリス救援協会は、総額£500,000 を被災者支援のために用意した。ストシェレツキは協会の代理人のひとりに任じられ、スライゴ県とメイヨー県で物資の配給を監督した。ストシェレツキはこの職務に打ち込み、一時はチフス（「飢饉熱 (famine fever)」と称されていた）に倒れながらも、これを成功させた。1847年から1848年にかけて、彼はダブリンで、協会の唯一の代理人として職務を続けた。この職務が評価されて、1848年11月にバス勲章 (OB) を授与された。彼は、貧困状態に陥ったアイルランド人家族がオーストラリアで新た生活を開いていく支援を行った。また、クリミア戦争の負傷兵の支援にも活発に取り組み、フローレンス・ナイチンゲールと個人的な知り合いにもなった。
1849年にロンドンに戻ると、彼は王立地理学会のフェローとなり、「オーストラリア南東部の探険」の功績に対して金メダルを贈られた。学会は今も、彼が作成したニューサウスウェールズとタスマニアの巨大な地質図を、公開展示している。彼は王立協会のフェローにもなった。こうして、フィランソロピストとしてのみならず、探検家としても、広く認知されるようになっていった。
ストシェレツキは1873年にロンドンで、肝臓がんのために死去し、ケンザル・グリーン墓地に葬られた。1997年、彼の亡骸はポーランドの故郷ポズナンの聖ヴォイチェフ教会 (Kościół św. Wojciecha w Poznaniu)の納骨堂に改葬された。

## 受賞と栄誉
ストシェレツキはオックスフォード大学から名誉博士号を与えられ、バス勲章コンパニオン級を受章し (CB)、1869年には聖マイケル・聖ジョージ勲章 (KCMG) を受章してナイトに叙された。
1983年、オーストラリア郵便公社は、ストシェレツキの肖像を描いた切手を発行し、その栄誉を称えた。

## エポニム

### オーストラリア
- ストルゼレッキ丘陵 (Strzelecki Ranges) - ビクトリア州。地域内にはストシェレツキ（ストルゼレッキ）の名を冠したタウンシップもある。ストルゼレッキ鉄道線（英語版）が丘陵の間を貫いて走り、タウンシップに至っている（ストルゼレッキ駅（英語版））。
- ストルゼレッキ山 (Mount Strzelecki) - ノーザンテリトリー
- ストルゼレッキ峰 (Strzelecki Peak) - フリンダース島
- ストルゼレッキ・クリーク（英語版） - 南オーストラリア州
- ストルゼレッキ・ハイウェイ（英語版） - ビクトリア州
- ストルゼレッキ・トラック（英語版） - 南オーストラリア州
- ストルゼレッキ砂漠（英語版） - 南オーストラリア州、エア湖の東側
- ストルゼレッキ展望台 (Strzelecki Scenic Lookout) - ニューサウスウェールズ州ニューカッスル

### カナダ
- ストルゼレッキ湾 (Strzelecki Harbour)

## 著作
- Physical Description of New South Wales. Accompanied by a Geological Map, Sections and Diagrams, and Figures of the Organic Remains (London, 1845).